# Gasthaus Goldener Hirsch

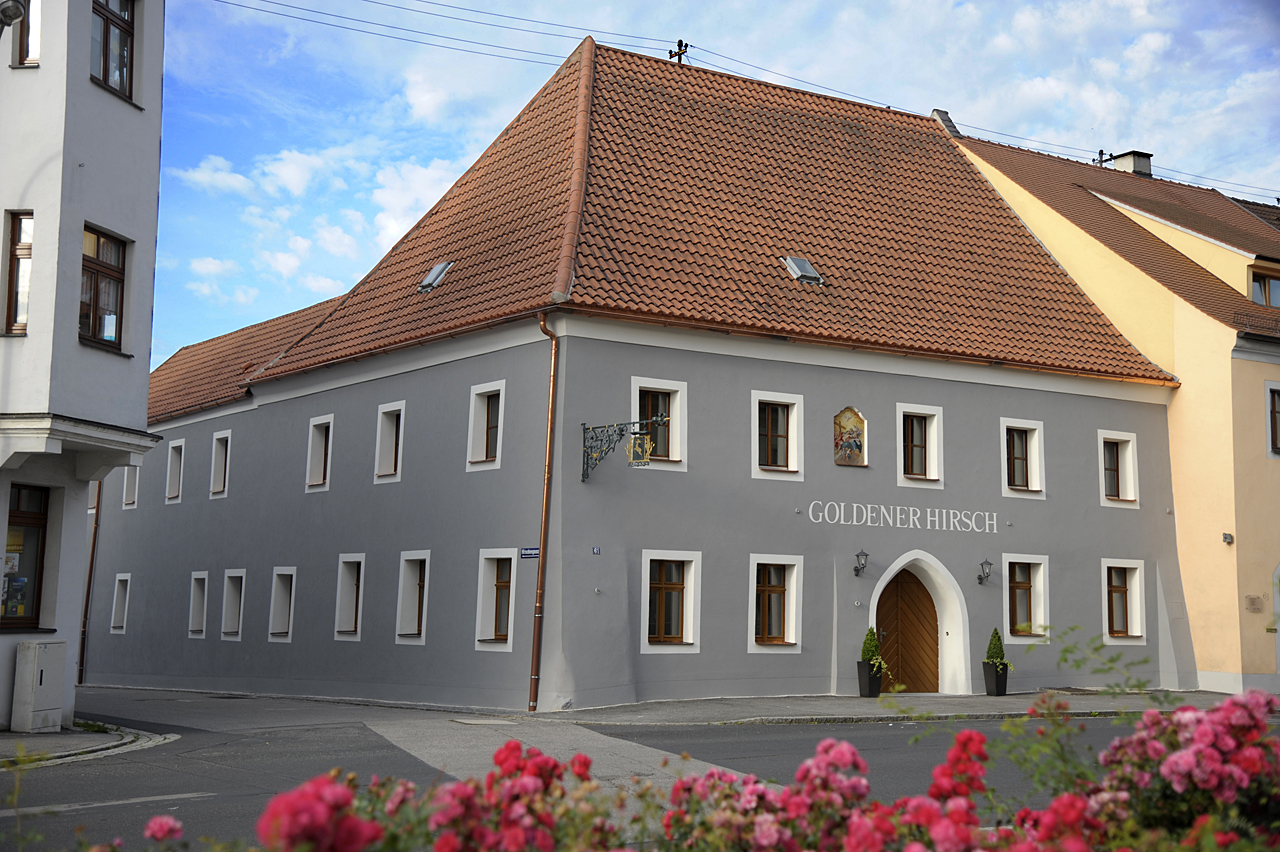
Gasthaus Goldener Hirsch

Das Gasthaus Goldener Hirsch ist der älteste Gastronomiebetrieb in der Stadt Hirschau im Landkreis Amberg-Sulzbach (Regierungsbezirk Oberpfalz) in Bayern. 

## Geschichte
Der dreiseitige Gebäudekomplex auf der südlichen Stadtplatzseite, Hauptstraße 61, dürfte 1522 entstanden sein, Reste einer Holzdecke im Gasthaus reichen bis in das Jahr 1511 zurück. Bereits 1360 wurde an dieser Stelle ein Gasthof erwähnt. Ein barocker Umbau erfolgte vermutlich um 1730, aus dieser Zeit stammt ein am Gebäude angebrachter Wappenausleger mit einem Hirschen und zwei zweischwänzigen böhmischen Löwen, der im Zuge der jüngsten Sanierung ebenfalls restauriert wurde. Seit 1840 ist das Gebäude mit radizierter Taferngerechtigkeit (Taferngerechtigkeit an Grund und Boden und nicht an eine Person gebunden.)
Edith und Alfred Härtl erwarben das Gebäude im Jahr 2010, um es als modernes Restaurant mit Übernachtungsmöglichkeiten und Biergarten neu zu beleben. 2012 konnten die Sanierungsarbeiten abgeschlossen werden und am 19. Juli 2012 wurde der Gastronomiebetrieb wieder aufgenommen.

## Denkmalschutz
Die Gebäude ist in der Bayerischen Denkmalliste des Bayerischen Landesamtes für Denkmalpflege unter der Akten-Nr. D-3-71-127-13 geführt.